# St. Nikolaus (Breitengüßbach)

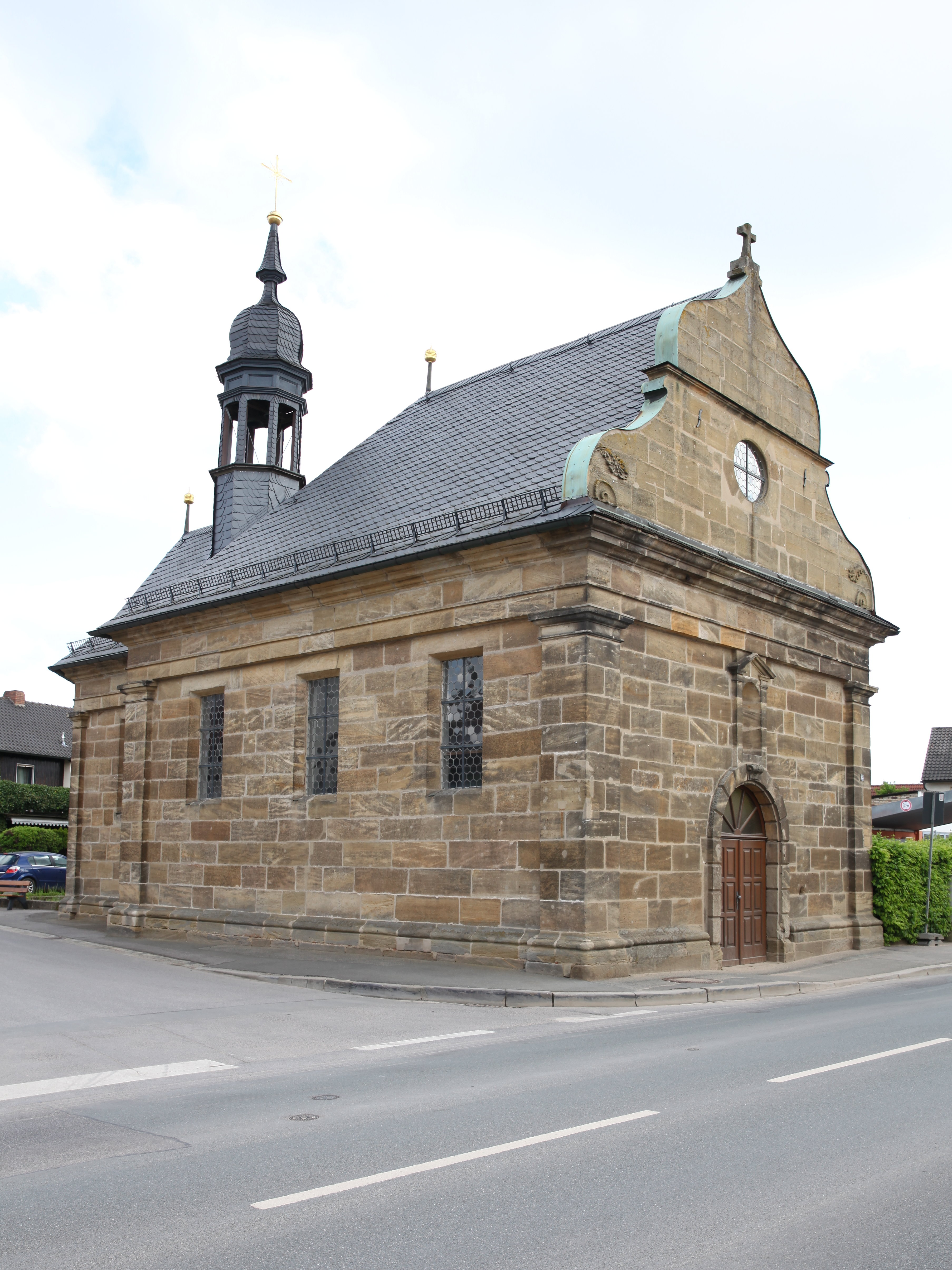
St. Nikolaus (Breitengüßbach)

Die römisch-katholische Kapelle St. Nikolaus steht in der Gemeinde Breitengüßbach im Landkreis Bamberg (Oberfranken, Bayern). Das denkmalgeschützte Kirchengebäude entstand als Sandsteinquaderbau Ende des 17. Jahrhunderts. Die Kapelle war ursprünglich Ziel von Wallfahrten aus den Ortschaften der näheren Umgebung. Es finden nur noch selten Gottesdienste statt, beibehalten wurde der Gottesdienst am 6. Dezember, dem Nikolaustag.

## Beschreibung
Die am 22. Juli 1710 geweihte Kapelle wurde 1695/96 nach einem Entwurf von Bonaventura Rauscher aus Quadermauerwerk mit Pilastern an den Ecken anstelle einer älteren baufälligen Kapelle errichtet. Das Kirchenschiff hat im Osten einen Chor mit 5/8-Schluss, aus dessen Satteldach sich ein achteckiger, offener Dachreiter erhebt, in dem zwei Kirchenglocken hängen, der mit einer Zwiebelhaube bedeckt ist. Die Fassade im Westen, in der sich das Portal befindet, ist von einem Schweifgiebel geprägt. Das Kirchenschiff ist mit einer Flachdecke überspannt, der Chor mit einem Gewölbe. Der Hochaltar stammt aus dem Karmelitenkloster Bamberg.